# One More Time (canción de Twice)
«One More Time» es una canción grabada por el grupo de chicas surcoreano Twice. Es el primer maxisencillo japonés del grupo y contiene el lado B «Luv Me», además de los instrumentales de ambas canciones. Se publicó el 18 de octubre de 2017 por Warner Music Japan.
El álbum sencillo logró las mayores ventas del primer día y se convirtió en el álbum vendido más rápido de cualquier grupo de chicas de Corea del Sur en Japón.

## Antecedentes y lanzamiento
El 15 de septiembre de 2017, Twice anunció el lanzamiento de su primer sencillo japonés titulado «One More Time», junto con varias imágenes de adelanto para la nueva canción. El grupo previamente lanzó por adelanto el sencillo en agosto al final de un video promocional titulado #Twice Spot Movie con el título «One More Time...?» al final del video. La canción fue revelada por primera vez en Tokyo FM's School of Lock! el 5 de octubre.
El sencillo CD tiene tres versiones: Standard Edition, First Press Limited Edition A (CD y DVD que contiene el video musical y la creación del video musical) y First Press Limited Edition B (CD y DVD con versión baile del video musical y la creación de la portada).

## Composición
«One More Time» fue compuesta por Yhanael, Yuki Kokubo y Na.Zu.Na, con letras escritas por Yhanael y Natsumi Watanabe. Yhanael escribió anteriormente la letra de «Like OOH-AHH (Japanese ver.)» de Twice. La canción incluye algunas vibraciones electrónicas de los 90 que se desvían del EDM con una combinación de sintetizadores a todo volumen y potente bajo.

## Video musical
Los videos teasers se lanzaron el 25 y 29 de septiembre de 2017. Antes del lanzamiento oficial del sencillo, el video completo de «One More Time» se subió en línea el 6 de octubre.
Presenta a Twice vestidas con colores brillantes mientras se ven a las miembros realizando una variedad de actividades deportivas: Nayeon y Jihyo tienen una escena de partido de tenis que recuerda al anime The Prince of Tennis. Chaeyoung y Dahyun tienen una pelea de boxeo arbitrada por Jeongyeon con Sana como la chica del ring. Momo, Mina y Tzuyu son gimnastas rítmicas que utilizan el aro, bola y cinta, respectivamente.

## Promoción
El 17 de octubre de 2017, Twice realizó «One More Time» por primera vez en el programa matutino de televisión Sukkri en Nippon TV. Dos días después, el grupo apareció como invitado en el programa popular School of Lock! en Tokyo FM, su primera aparición en radio en vivo en Japón. El 22 de octubre, interpretaron «One More Time», «Like OOH-AHH (Japanese ver.)» y «TT (Japanese ver.)» en Fuji TV's Mezamashi TV Presents T-Spook – Tokyo Halloween Party, uno de los mayores eventos de Halloween en el país.

## Rendimiento comercial
«One More Time» ingresó al Billboard Japan Hot 100 en el número 57 y se registró en el número 1, una semana después de su lanzamiento oficial.
El álbum individual debutó en la cima del ranking diario de Oricon Singles Chart con 94,957 unidades vendidas en su día de lanzamiento. Registró las mayores ventas de un grupo de chicas de K-pop en Japón el día de lanzamiento. También se informó que se enviaron casi 300,000 copias en pedidos anticipados, mientras que Billboard Japan registró 150,425 unidades vendidas del 16 al 18 de octubre de 2017 solamente. En su segundo día, «One More Time» se convirtió en el álbum de un grupo de chicas de K-pop más vendido en Japón basado en las cifras de la primera semana. El poseedor del récord anterior fue KARA, que vendió 122.820 copias durante su primera semana de 2011.

## Lista de canciones
| Descarga digital EP |                                |                            |                                                      |                                                      |          |  |
| N.º                 | Título                         | Letras                     | Música                                               | Arreglos                                             | Duración |  |
| 1.                  | «One More Time»                | Yhanael · Natsumi Watanabe | Yhanael · Yuki Kokubo · Na.Zu.Na                     | Yuki Kokubo · Yhanael · Na.Zu.Na                     | 3:03     |  |
| 2.                  | «Luv Me»                       | Yuka Matsumoto             | Albin Nordqvist · Malin Johansson · Susumu Kawaguchi | Albin Nordqvist · Malin Johansson · Susumu Kawaguchi | 3:29     |  |
| 3.                  | «One More Time» (Instrumental) |                            | Yhanael · Yuki Kokubo · Na.Zu.Na                     | Yuki Kokubo · Yhanael · Na.Zu.Na                     | 3:03     |  |
| 4.                  | «Luv Me» (Instrumental)        |                            | Albin Nordqvist · Malin Johansson · Susumu Kawaguchi | Albin Nordqvist · Malin Johansson · Susumu Kawaguchi |          |  |
| 13:04               |                                |                            |                                                      |                                                      |          |  |

| First Press Limited Edition A |                                            |          |  |
| N.º                           | Título                                     | Duración |  |
| 1.                            | «One More Time» (Music Video)              |          |  |
| 2.                            | «One More Time» (Music Video Making Movie) |          |  |

| First Press Limited Edition B |                                          |          |  |
| N.º                           | Título                                   | Duración |  |
| 1.                            | «One More Time» (Music Video Dance Ver.) |          |  |
| 2.                            | «Jacket Shooting Making Movie»           |          |  |

## Posicionamiento
| Listas (2017)         | Posiciones |
| --------------------- | ---------- |
| Japan (Japan Hot 100) | 1          |
| Japan (Oricon)        | 1          |